# Araucaria biramulata

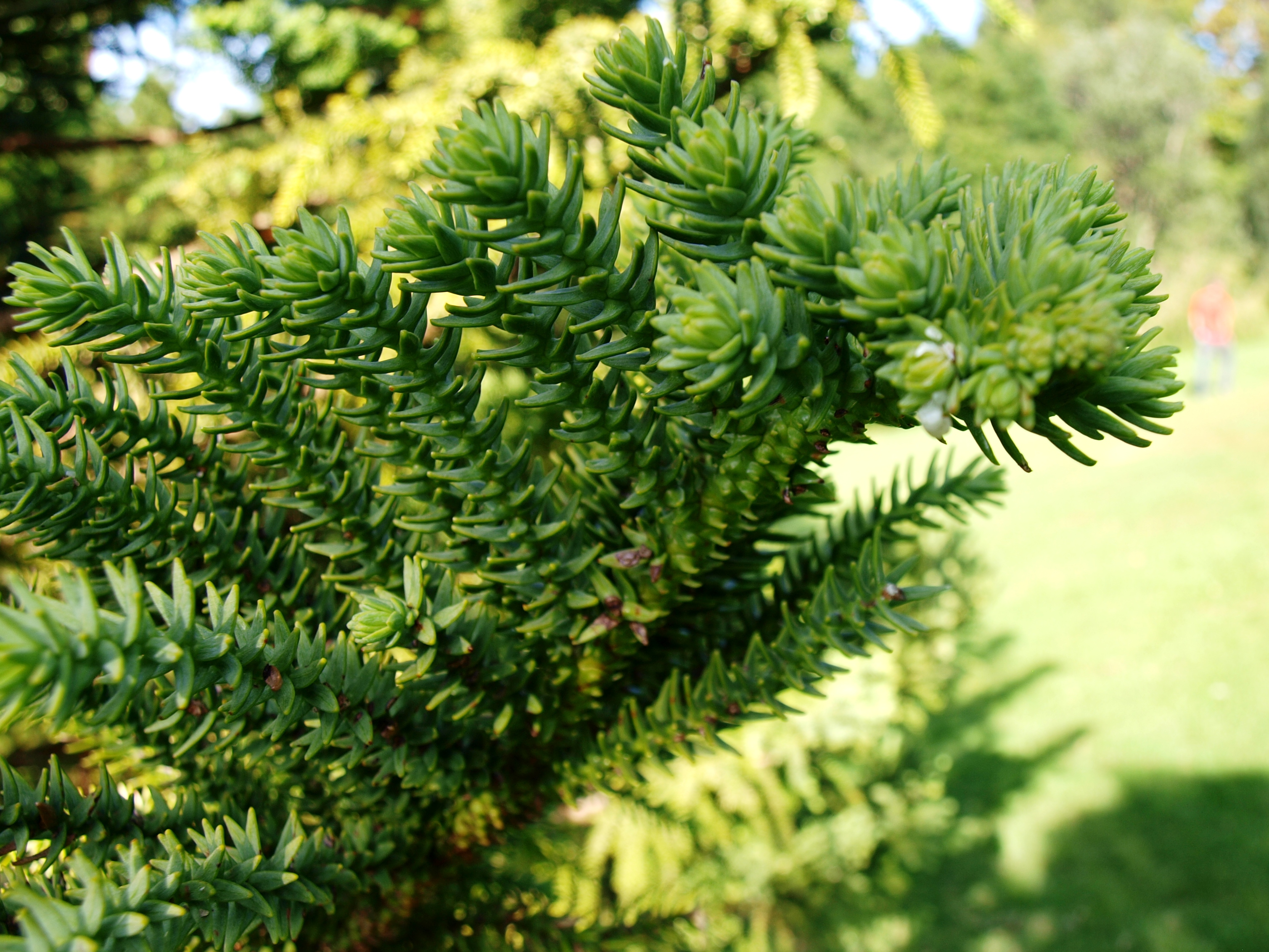

Espèce
Classification phylogénétique
Statut de conservation UICN

 VU B1ab(i,ii,iii,iv,v); C2a(i) : Vulnérable
L'Araucaria biramule, Araucaria biramulata est une plante du genre Araucaria, endémique de Nouvelle-Calédonie.

## Description
- Conifère au port arrondi rarement colonnaire atteignant une hauteur de 30 mètres[2],[3]

## Répartition
Dispersé dans les forêts humide de Nouvelle-Calédonie.
Protégé dans le parc provincial de la Rivière Bleue.